# Josep Maria Reart i de Copons
Josep Maria Reart i de Copons (Perpinyà, Rosselló, 1784 - Madrid, 1857) fou un militar i músic.
Des d'infant s'educà Barcelona, fou un dels oficials més distingits de l'exèrcit espanyol, en el qual assolí el grau de coronel d'infanteria, va fer quasi tota la campanya de la Independència, en la qual va perdre una cama, motiu pe que va de retirar-se del servei quan encara era jove el 1822, dedicant-se des e llavors a la música.
Reart i de Copons va compondre l'Himne de Riego, amb la particularitat que en un principi era una contradansa, convertida més tard en himne nacional amb l'afegitó d'uns versos d'Evaristo San Miguel. S'ha de tenir en compte que el primer himne d'aquest nom que es cantà no era el que avui coneixem, que és el de Reart i de Copons, sinó un altre que va compondre un oficial anomenat Fernando Miranda, antic ajudant de Riego, que ben aviat fou relegat pel de Reart i de Copons.